# Памфіліо Кастальді

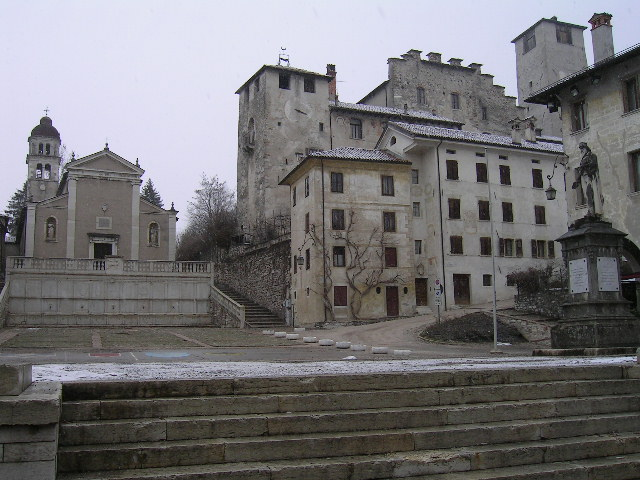
Площа Maggiore di Feltre. Праворуч — пам'ятник Памфіліо Кастальді.

Памфіліо Кастальді (італ. Castaldi; 1390–1470) — вважався в Італії винахідником рухливих букв (друкарських букв)., за що йому споруджено в 1868 пам'ятник в Фельтре.
Вірші Кастальдо не мали великого успіху. Існує припущення, що він знав Фауста, якому по дружбі відкрив секрет використання рухливих букв.